# Eurylophella lutulenta
Eurylophella lutulenta is een haft uit de familie Ephemerellidae. De wetenschappelijke naam van de soort is voor het eerst geldig gepubliceerd in 1913 door Clemens.
De soort komt voor in het Nearctisch gebied.